# اچ‌ام‌اس ئی۲
اچ‌ام‌اس ئی۲ (به انگلیسی: HMS E2) یک زیردریایی بود که طول آن ۱۷۸ فوت (۵۴ متر) بود. این زیردریایی در سال ۱۹۱۲ ساخته شد.